# O grande en notación de probabilidad
El orden en la notación de probabilidad se utiliza en la teoría de probabilidad y en estadística en analogía directa a la notación de la O grande que es estándar en matemáticas . Mientras que la notación de la O grande refiere a la convergencia de sucesiones, el orden en la notación de probabilidad trata de la convergencia de sucesiones de variables aleatorias, donde convergencia se entiende en el sentido de convergencia en probabilidad. 

## Definiciones

### O pequeña: convergencia en probabilidad
Para una sucesión de variables aleatorias X n y una sucesión de constantes a n (ambas indizadas por n, no necesariamente discretas), la notación
{\displaystyle X_{n}=o_{p}(a_{n})}
significa que el conjunto de valores X n / a n converge en probabilidad a 0 cuando n tiende a cierto límite. De manera equivalente, X n = o p ( a n ) se puede escribir como X n / a n = o p (1), es decir
{\displaystyle \lim _{n\to \infty }P\left[\left|{\frac {X_{n}}{a_{n}}}\right|\geq \varepsilon \right]=0,}
para cada ε > 0. 

### O grande: cota estocástica
La notación
{\displaystyle X_{n}=O_{p}(a_{n}){\text{ cuando }}n\to \infty }
significa que el conjunto de valores X n / a n está acotado estocásticamente. Es decir, para cualquier ε > 0, existe un M > 0 finito y un N > 0 finito tales que
{\displaystyle P\left(|{\frac {X_{n}}{a_{n}}}|>M\right)<\varepsilon ,\;\forall \;n>N.}

### Comparación de las dos definiciones
La diferencia entre las definiciones es sutil. Si se utiliza la definición de límite se obtiene que:
- {\displaystyle O_{p}(1)} : {\displaystyle \forall \varepsilon \quad \exists N_{\varepsilon },\delta _{\varepsilon }\quad {\text{ tal que }}P(|X_{n}|\geq \delta _{\varepsilon })\leq \varepsilon \quad \forall n>N_{\varepsilon }}
- {\displaystyle o_{p}(1)} : {\displaystyle \forall \varepsilon ,\delta \quad \exists N_{\varepsilon ,\delta }\quad {\text{ tal que }}P(|X_{n}|\geq \delta )\leq \varepsilon \quad \forall n>N_{\varepsilon ,\delta }}

La diferencia radica en la {\displaystyle \delta }: para la cota estocástica, basta con que exista una {\displaystyle \delta } (arbitrariamente grande) para satisfacer la desigualdad, y {\displaystyle \delta } puede depender de {\displaystyle \varepsilon } (de ahí la {\displaystyle \delta _{\varepsilon }} ). Por otra parte, para que haya convergencia, la afirmación tiene que ser válida no sólo para una, sino para cualquier {\displaystyle \delta } (arbitrariamente pequeña). En cierto sentido, esto significa que la sucesión debe estar acotada, con una cota que se hace más pequeña a medida que aumenta el tamaño de la muestra.
Esto sugiere que si una sucesión es {\displaystyle o_{p}(1)}, entonces es {\displaystyle O_{p}(1)}. Es decir, la convergencia en probabilidad implica que está acotada estocásticamente. Pero el regreso no es válido.

## Ejemplo
Si {\displaystyle (X_{n})} es una sucesión de variables aleatorias tal que cada elemento tiene varianza finita, entonces
{\displaystyle X_{n}-E(X_{n})=O_{p}\left({\sqrt {\operatorname {var} (X_{n})}}\right)}
(véase el Teorema 14.4-1 en Bishop et al.)
Si, además, {\displaystyle a_{n}^{-2}\operatorname {var} (X_{n})=\operatorname {var} (a_{n}^{-1}X_{n})} es una sucesión nula para una sucesión {\displaystyle (a_{n})} de números reales, entonces {\displaystyle a_{n}^{-1}(X_{n}-E(X_{n}))} converge en probabilidad a 0 por la desigualdad de Chebyshev y por lo tanto
{\displaystyle X_{n}-E(X_{n})=o_{p}(a_{n}).}